# Der Geburtstag oder die Partikularisten

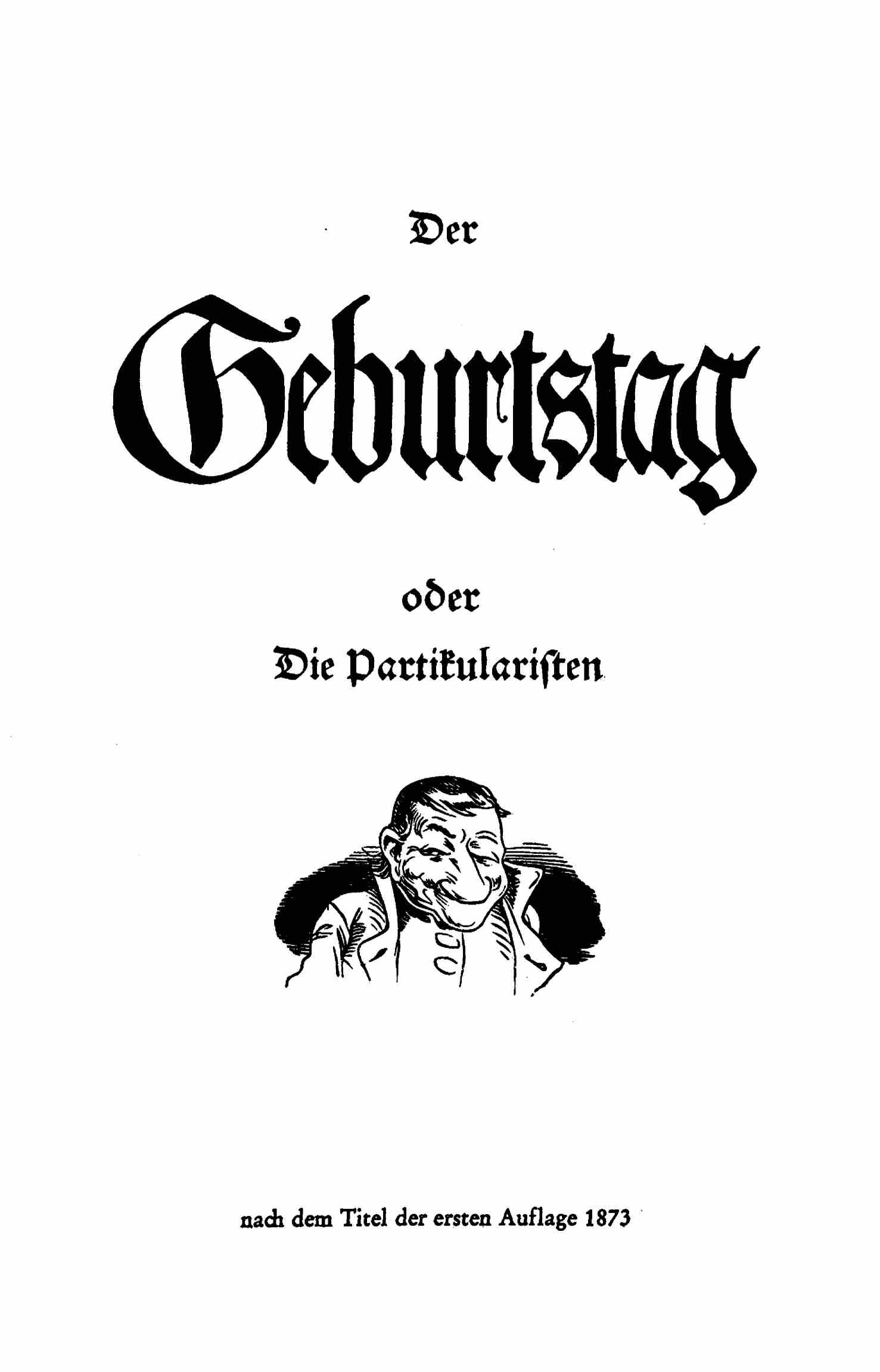
Titelblatt zu Der Geburtstag

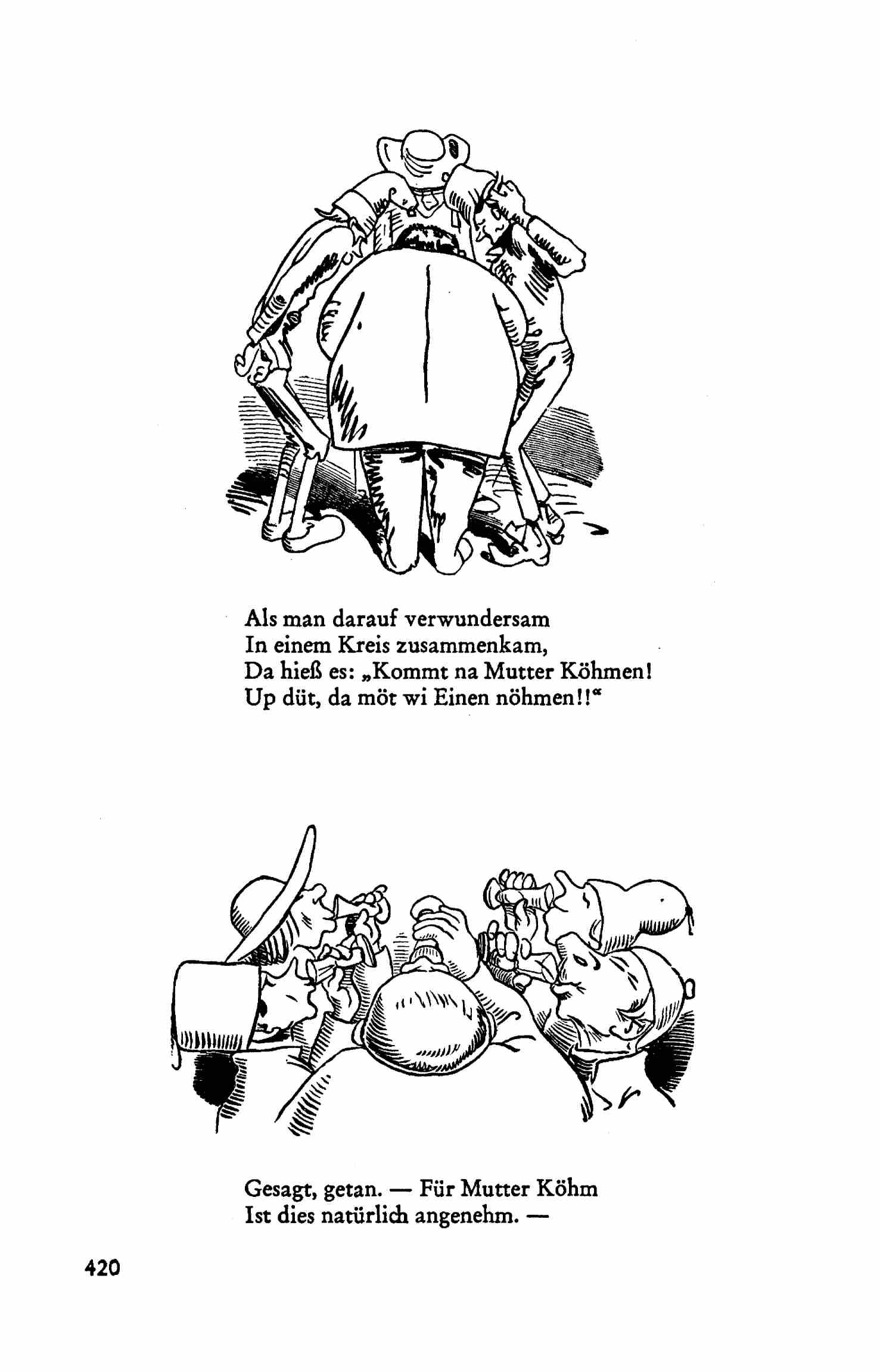
Einzelszenen aus Der Geburtstag

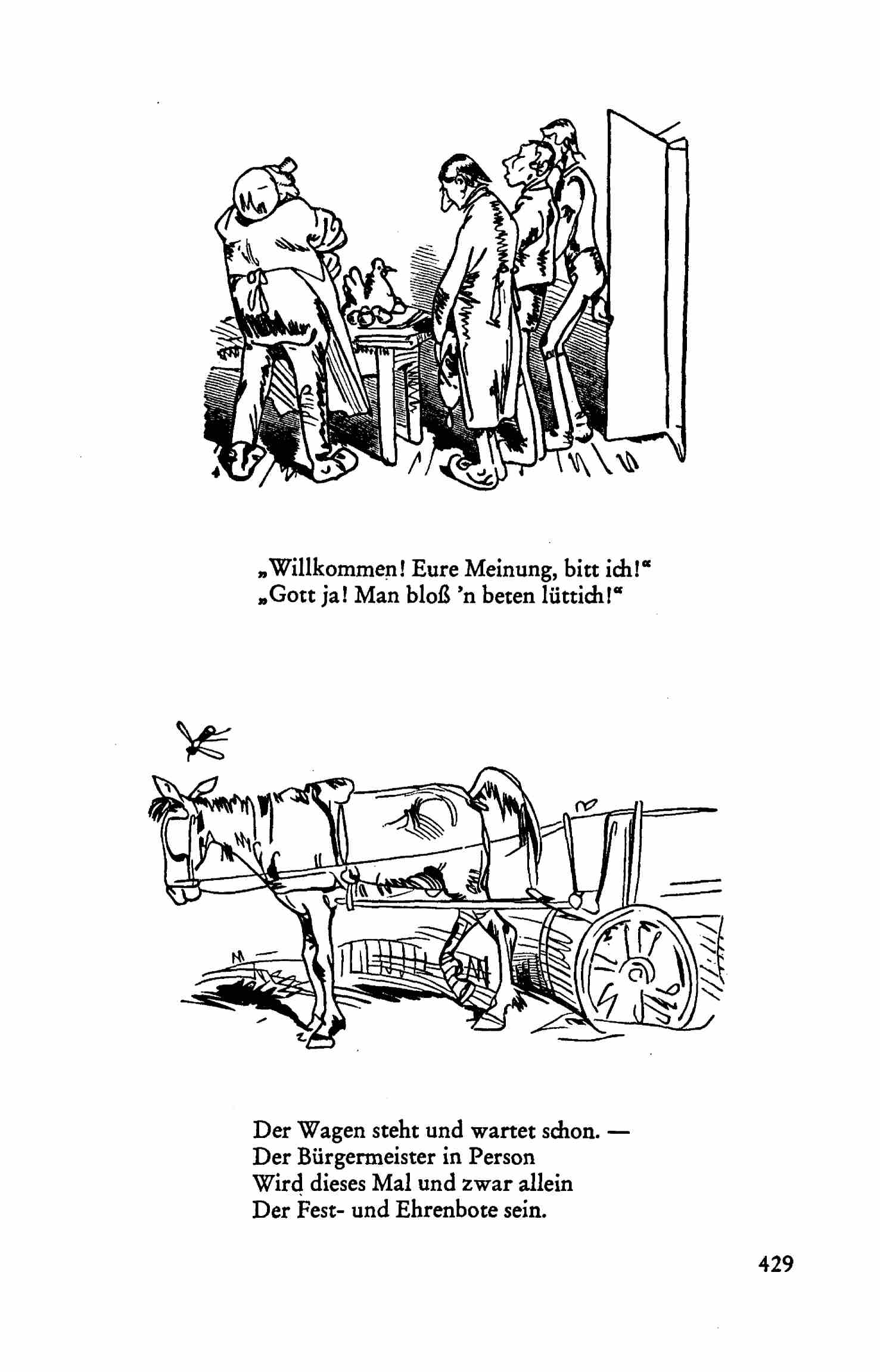
Einzelszenen aus Der Geburtstag

Der Geburtstag oder die Partikularisten ist eine Bildergeschichte des humoristischen Zeichners und Dichters Wilhelm Busch. Die Geschichte erschien 1873 im Bassermann Verlag.

## Hintergrund
Die 1870er Jahre zählen zu den produktivsten Jahren im Schaffen von Wilhelm Busch. Insbesondere 1872 veröffentlichte er mehrere Bildergeschichten. Die fromme Helene (1872) war nach Der heilige Antonius von Padua erneut ein sehr großer Erfolg. Die Geschichte ist die zweite der antiklerikalen Schriften im Werke Wilhelm Buschs und nach dem Aufsehen, das Der Heilige Antonius erregte – unter anderem wurde der Verleger Moritz Schauenburg von der Staatsanwaltschaft Offenburg wegen Veröffentlichung unzüchtiger Schriften angeklagt –, erneut ein großer Verkaufserfolg, der diesmal von der Zensur unbehelligt blieb. Beide Bildergeschichten gehen in ihrer satirischen Überzeichnung von Frömmelei und scheinheiliger Doppelmoral über den historischen Kontext hinaus. Wilhelm Buschs Verleger Otto Friedrich Bassermann regte seinen Autor an, mehr als zuvor zum politischen Tagesgeschehen Stellung zu nehmen. Wilhelm Busch verfasste daraufhin Pater Filucius, die unter den antiklerikalen Geschichten Wilhelm Buschs als die schwächste gilt und von ihm selber später selbstkritisch als allegorische Eintagsfliege bezeichnet wurde.
Wilhelm Busch verzichtete auf weitere Geschichten mit politischem Tagesbezug und noch 1872 veröffentlichte er Bilder zur Jobsiade, eine Bildergeschichte, die auf der Jobsiade des Bochumer Arztes Carl Arnold Kortum beruhte. Im selben Jahr arbeitete er an der Bildergeschichte Der Geburtstag oder die Partikularisten, einer vom Tagesgeschehen ebenfalls weiter entfernten Bildergeschichte. Es gibt im Werk von Wilhelm Busch eine für die Fliegenden Blätter verfasste Geschichte, die etwas jünger ist und den Namen Der Partikularist trägt. Er nimmt vor dem Hintergrund des Deutsch-Französischen Krieges 1870/71 die antipreußische Gesinnung eines Landmanns auf die Schippe, der sich ein Deutschland unter der Führung Preußens nicht vorstellen kann. So ergreift die als prototypisch deutsche Person gezeichnete Figur Partei für die Franzosen und erfreut sich an jedem Sieg, den die Franzosen über die Preußen erringen können. Mit jedem Sieg der Preußen dagegen verwandelt er sich zunehmend in einen Esel.

## Inhalt
Der Geburtstag oder die Partikularisten greift die Geschichte vom Partikularisten auf und entwickelt sie etwas weiter. Es ist eine Hau- und Stechkomödie eines Häufleins niedersächsischer Dörfler, die ihrem exilierten König Georg V. ein Geburtstagsgeschenk machen wollen. Es ist damit ähnlich wie der Partikularist eine Verulkung des Lokalpatriotismus, wie ihn beispielsweise die Deutsch-Hannoversche Partei vertrat, die sich nicht daran gewöhnen wollte, dass das Königreich Hannover im Jahre 1866 zu einer preußischen Provinz geworden war. Bei der Herstellung und Verschickung des Geburtstagsgeschenks scheitern die Dörfler allerdings kläglich, weil sie nicht nur allerhand Missgeschicke erleiden, sondern die feierliche Herstellung des Geschenkes auch immer in ihren eigenen Vorteil umwandeln wollen. Es ist damit ein vorwiegend humorvolles Werk, in dem die politische Satire zugunsten der Belustigung über bäuerliche Pfiffigkeit zurücktritt.

## Einordnung
Der Geburtstag oder die Partikularisten wird gelegentlich herangezogen, um zu belegen, wie unpolitisch Wilhelm Busch gewesen sei. Andererseits ist Pater Filucius nicht das einzige Tendenzstück im Werk Wilhelm Buschs. Er verfasste mit Monsieur Jacques à Paris während der Belagerung von 1870 eine Bildergeschichte, die sich auf aktuelles Tagesgeschehen bezieht. Die Busch-Biografin Michaela Diers bezeichnet diese Bildergeschichte als ein „geschmackloses Werk, das antifranzösische Affekte bedient und sich über die Not der Franzosen in ihrer von den preußischen Truppen belagerten Hauptstadt lustig macht“. Es zeigt einen zunehmend verzweifelten französischen Bürger, der während der deutschen Belagerung von Paris in seiner Not zunächst eine Maus als „häusliches Wildbret“ verzehrt, dann den Schwanz seines Hundes amputiert, um ihn zu kochen, und schließlich eine „Explosionspille“ erfindet, die erst seinen Hund und dann zwei seiner Mitbürger das Leben kostet.  Eva Weissweiler weist allerdings darauf hin, dass Wilhelm Busch in seinen Geschichten nach allen Seiten ironische Hiebe austeilte. Mit Eginhard und Emma (1864), einer fiktiven Familienepisode aus dem Leben Karls des Großen, machte er den enthusiastischen Ruf nach einem deutschen Reich auf den Fundamenten des Heiligen Römischen Reiches und den höfischen Katholizismus lächerlich; in Der Geburtstag oder die Partikularisten ironisierte er letztlich die fanatisch anti-preußische Gesinnung seiner hannoverschen Landsleute.

## Belege

### Einzelbelege
1. ↑  Kraus, S. 66
2. ↑  Weissweiler, S. 179
3. ↑  Kraus, S. 70
4. ↑  Diers, S. 90 und S. 91
5. ↑  Weissweiler, S. 177
6. ↑  Weissweiler, S. 138
7. ↑  Weissweiler, S. 179